# 与保呂村
与保呂村（よほろむら）は、京都府加佐郡にあった村。現在の舞鶴市の南東端にあたる。

## 地理
- 河川：与保呂川

## 歴史
- 1889年（明治22年）4月1日 - 町村制の施行により、与保呂村・木ノ下村・常村の区域をもって発足。
- 1938年（昭和13年）8月1日 - 新舞鶴町・中舞鶴町・倉梯村・志楽村と合併して東舞鶴市が発足。同日与保呂村廃止。

## 交通

### 道路
現在は旧村域を舞鶴若狭自動車道が通過するが、当時は未開通。